# Friburguense AC
Friburguense Atlético Clube – brazylijski klub piłkarski z siedzibą w mieście Nova Friburgo leżącym w stanie Rio de Janeiro.

## Osiągnięcia
- Mistrz drugiej ligi stanu Rio de Janeiro (Campeonato Carioca de Futebol da Segunda Divisão): 1997

## Historia
Friburguense powstał 14 marca 1980 w wyniku fuzji miejscowych klubów Fluminense Atlético Clube i Serrano Futebol Clube.
W 1984 Friburguense po raz pierwszy wystąpił w pierwszej lidze mistrzostw stanu Rio de Janeiro (Campeonato Carioca), jednak zajął 11. miejsce i spadł z powrotem do drugiej ligi.
W 1997 Friburguense wygrał drugą ligę stanu Rio de Janeiro, pokonując w finale zespół Céres Rio de Janeiro (1:0 u siebie i 1:1 na wyjeździe). Sukces ten pozwolił w 1998 wystąpić w pierwszej lidze stanowej.
W 2005 Friburguense po raz pierwszy wziął udział w turnieju Copa do Brasil, gdzie odpadł w drugiej rundzie. W pierwszej rundzie wyeliminował klub Caldense Poços de Caldas, wygrywając u siebie 4:1 i przegrywając na wyjeździe 1:2. W następnej rundzie SC Internacional okazał się za silny – po remisie 1:1 w Nova Friburgo Friburguense przegrał 0:4 w Porto Alegre.